# Winterfair Gifts
Regalos de Feria de Invierno, o Winterfair Gifts en la versión original, es un relato de Lois McMaster Bujold de la serie de Miles Vorkosigan. Fue publicada por primera vez en 2004 en la antología Irresistible forces, un compendio de historias escritas por novelistas románticas norteamericanas por encargo de la autora y editora Catherine Asaro, con el objetivo de fundir romance y ciencia ficción. Aunque Lois no es una autora romántica, las relaciones sentimentales son un tema presente en todos sus libros.

## Argumento
Con ocasión de la celebración de su matrimonio con Ekaterin Vorsoisson, Miles Vorkosigan recibe a sus invitados galácticos en Barrayar, con especial atención de la impresionante Teniente Taura de la Flota de Mercenarios Libres Dendarii.
Roic, uno de los hombres de armas de Vorkosigan, está a cargo de guiarla por Barrayar. Después de desbaratar juntos un intento de asesinato de Ekaterin, Taura gana algo de la admiración de Roic, y este consigue que su Lord mejore su imagen de él.
- Datos: Q3569407